# Collegio uninominale Umbria - 01 (Camera dei deputati 2020)
Il collegio elettorale uninominale Umbria - 01 è un collegio elettorale uninominale della Repubblica Italiana per l'elezione della Camera dei deputati.

## Territorio
Come previsto dalla legge n. 51 del 27 maggio 2019, il collegio è stato definito tramite decreto legislativo all'interno della circoscrizione Umbria.
È formato dal territorio dell'intera provincia di Terni (33 comuni) e da 31 comuni della provincia di Perugia: Bevagna, Campello sul Clitunno, Cascia, Castel Ritaldi, Castiglione del Lago, Cerreto di Spoleto, Città della Pieve, Collazzone, Foligno, Fratta Todina, Giano dell'Umbria, Gualdo Cattaneo, Massa Martana, Monte Castello di Vibio, Montefalco, Monteleone di Spoleto, Norcia, Paciano, Panicale, Piegaro, Poggiodomo, Preci, Sant'Anatolia di Narco, Scheggino, Sellano, Spello, Spoleto, Todi, Trevi, Vallo di Nera e Valtopina.
Il collegio è parte del collegio plurinominale Umbria - 01.

## Eletti
| Elezione | Elezione | Deputato      | Partito      |
| -------- | -------- | ------------- | ------------ |
|          | 2022     | Raffaele Nevi | Forza Italia |

## Dati elettorali

### XIX legislatura
Come previsto dalla legge elettorale, 147 deputati sono eletti con sistema a maggioranza relativa in altrettanti collegi uninominali a turno unico.
| Candidati                                 | Candidati                      | Voti    | %     | Liste                          | Voti    | %     |
| ----------------------------------------- | ------------------------------ | ------- | ----- | ------------------------------ | ------- | ----- |
|                                           | Raffaele Nevi ✔️ Eletto        | 100 231 | 46,98 | Fratelli d'Italia              | 67 663  | 31,72 |
| Lega per Salvini Premier                  | Raffaele Nevi ✔️ Eletto        | 100 231 | 46,98 | 16 811                         | 7,88    |       |
| Forza Italia                              | Raffaele Nevi ✔️ Eletto        | 100 231 | 46,98 | 14 968                         | 7,02    |       |
| Noi moderati/Lupi - Toti - Brugnaro - UDC | Raffaele Nevi ✔️ Eletto        | 100 231 | 46,98 | 789                            | 0,37    |       |
|                                           | Francesco De Rebotti           | 56 028  | 26,26 | Partito Democratico-IDP        | 43 684  | 20,48 |
| Alleanza Verdi e Sinistra                 | Francesco De Rebotti           | 56 028  | 26,26 | 7 503                          | 3,52    |       |
| +Europa                                   | Francesco De Rebotti           | 56 028  | 26,26 | 4 023                          | 1,89    |       |
| Impegno Civico - Centro Democratico       | Francesco De Rebotti           | 56 028  | 26,26 | 818                            | 0,38    |       |
|                                           | Ilaria Gabrielli               | 27 287  | 12,79 | Movimento 5 Stelle             | 27 287  | 12,79 |
|                                           | Franco Raimondo Barbabella     | 15 731  | 7,37  | Azione - Italia Viva - Calenda | 15 731  | 7,37  |
|                                           | Andrea Bindocci                | 4 257   | 2,00  | Italexit                       | 4 257   | 2,00  |
|                                           | Matteo Natalini                | 3 037   | 1,42  | Italia Sovrana e Popolare      | 3 037   | 1,42  |
|                                           | Anna De Carlo                  | 2 772   | 1,30  | Partito Comunista Italiano     | 2 772   | 1,30  |
|                                           | Benedetta Calderigi            | 2 746   | 1,29  | Unione Popolare                | 2 746   | 1,29  |
|                                           | Alessandra Garaffa             | 1 120   | 0,53  | Vita                           | 1 120   | 0,53  |
|                                           | Valentina Maria Carmela Parisi | 124     | 0,06  | Noi di Centro – Europeisti     | 124     | 0,06  |
| Totale                                    | Totale                         | 213 333 | 100   |                                | 213 333 | 100   |
|                                           |                                |         |       |                                |         |       |
| Schede bianche                            | Schede bianche                 | 3 243   | 1,46  |                                |         |       |
| Schede nulle                              | Schede nulle                   | 6 301   | 2,83  |                                |         |       |
| Votanti                                   | Votanti                        | 222 877 | 67,64 |                                |         |       |
| Elettori                                  | Elettori                       | 329 500 |       |                                |         |       |